# اعتیاد به کافئین
کافئین رایج‌ترین ماده محرک مصرفی در سراسر جهان است. کافئین در بیش از ۶۰ گونه‌ی گیاهی یافت می‌شود و متعلق به خانواده‌ی متیل گزانتین آلکالوئیدهاست. حدود ۸۵ درصد مردم جهان، به‌نوعی، کافئین مصرف می‌کنند. کافئین در تعدادی از محصولات متفاوت دیده می‌شود؛ ازجمله قهوه، چای، شکلات، داروهای لاغری، نوشابه و برخی داروهای سرماخوردگی و ضد درد. 
کافئین ماده‌ی محرک دستگاه عصبی مرکزی است که هوشیاری و فعالیت حرکتی را افزایش می‌دهد. همچنین از دقت حرکات ظریف می‌کاهد و باعث بی‌خوابی، سردرد، اضطراب و سرگیجه و همچنین در افراد با سابقه‌ی حملات پانیک میتواند دفعات و شدت این حملات را تسریع بخشد. کافئین از راه معده و روده وارد خون می‌شود و سطح دوپامین را دست‌کاری می‌کند و باعث افزایش فعالیت دوپامین می‌شود.
مقدار معمول کافئین به طور مداوم با مشکلات پزشکی ارتباطی ندارد. اما مصرف زیاد (به عنوان مثال، ۴۰۰ میلی‌گرم) می‌تواند باعث اضطراب و علائم جسمی و مشکلات گوارشی شود یا آن را تشدید کند. مصرف دوزهای بسیار زیاد کافئین، باعث ایجاد تشنج‌های شدید و نارسایی تنفسی می شود که ممکن است منجر به مرگ شود. مصرف بیش از حد کافئین با اختلالات افسردگی، اختلالات دو قطبی، اختلالات خوردن، اختلالات سایکوتیک، اختلالات خواب و اختلالات وابسته به مواد در ارتباط است در حالی که افراد مبتلا به اختلالات اضطرابی به احتمال بیشتری از کافئین اجتناب می کنند.

## علایم مسمومیت کافئین
- بی‌قراری
- عصبانیت
- برانگیختگی
- بی‌خوابی
- چهره‌ی برافروخته
- پر ادراری
- اختلال گوارشی
- کشیدگی عضلانی
- بی‌نظمی افکار و گفتار
- بی‌نظمی در ضربان قلب
- دوره‌های خستگی‌ناپذیری
- پرتحرکی [۲]

## شیوع
شیوع مسمومیت با کافئین در جمعیت عمومی نامشخص است. در ایالات‌متحده، تقریباً ۷ % از افراد جمعیت ممکن است ۵ علامت یا بیشتر را همراه با اختلال کارکردی هماهنگ  با تشخیص مسمومیت با کافئین تجربه کنند. 

## معیارهای تشخیص
- مصرف روزانه طولانی‌مدت کافئین
- قطع ناگهانی یا کاهش مصرف کافئین، ظرف ۲۴ ساعت سه (یا بیشتر) علامت زیر به دنبال دارد:

1. سردرد
2. احساس خستگی شدید یا خواب‌آلودگی
3. ملال، غم یا تحریک‌پذیری
4. مشکل در تمرکز حواس
5. نشانه‌های شبه آنفلوانزا

- علایم و نشانه‌ها در معیار دوم باعث پریشانی یا اختلال قابل‌توجه بالینی در حوزه‌های اجتماعی، شغلی و یا دیگر حوزه‌های مهم عملکرد می‌شود.

## ویژگی‌های تشخیص
از آنجا که مصرف کافئین اغلب با آداب و رسوم اجتماعی و آداب و رسوم روزانه همراه است (به عنوان مثال، قهوه شکن، زمان چای)، برخی از مصرف کنندگان کافئین ممکن است از وابستگی فیزیکی خود به کافئین آگاه نباشند. بنابراین علایم ترک کافئین می‌تواند غیر منتظره و به علل دیگر نسبت داده شود. علاوه بر این، علایم ترک کافئین ممکن است زمانی رخ دهد که افراد ملزم به پرهیز از غذاها و نوشیدنی‌ها قبل از اعمال پزشکی و یا زمانی که دوز معمول کافئین به دلیل تغییر در برنامه روتین از دست می‌رود (به عنوان مثال، در طول سفر و تعطیلات آخر هفته).  علایم ترک کافئین ممکن است پس از قطع ناگهانی دوزهای نسبتاً مزمن روزانه کافئین (یعنی ۱۰۰ میلی‌گرم)رخ دهد. 

## شیوع
بیش از ۸۵ % بزرگسالان و کودکان در ایالات‌متحده به طور منظم کافئین مصرف می‌کنند و مصرف کنندگان بزرگ‌سال کافئین به طور متوسط در حدود ۲۸۰ میلی‌گرم در روز میل می‌کنند. بروز و شیوع سندرم ترک کافئین در جمعیت عمومی نامشخص است. در تلاش برای متوقف‌کردن دائمی مصرف کافئین، بیش از ۷۰ % افراد ممکن است حداقل یک علامت ترک کافئین را تجربه کنند (۴۷ % ممکن است سردرد را تجربه کنند)، و ۲۴ % ممکن است سردرد به علاوه یک یا چند علامت دیگر و همچنین اختلال عملکردی ناشی از ترک را تجربه کنند. در میان افرادی که حداقل از کافئین پرهیز می‌کنند 
۲۴ ساعت پس از مصرف کافئین، ۱۱ % ممکن است دچار سردرد به همراه یک یا چند علامت دیگر و اختلال در عملکرد شوند. مصرف کنندگان کافئین می‌توانند بروز ترک کافئین را با استفاده روزانه یا فقط به ندرت کاهش دهند (به عنوان مثال، بیش از دو روز متوالی نیست). کاهش تدریجی کافئین طی یک دوره از روزها یا هفته‌ها ممکن است بروز و شدت عقب‌نشینی کافئین را کاهش دهد. 

## شکل گیری و روند
علائم معمولاً ۱۲ تا ۲۴ ساعت پس از آخرین دوز کافئین شروع می‌شوند و پس از ۱ تا ۲ روز پرهیز به اوج خود می‌رسند. علایم محرومیت کافئین ۲ تا ۹ روز طول می‌کشد و احتمال بروز سردردهای پس از ترک تا ۲۱ روز وجود دارد. علائم معمولاً به سرعت (در عرض ۳۰ تا ۶۰ دقیقه)بعد از مصرف مجدد کافئین برطرف می‌شوند. 

## اختلالات دیگر ناشی از کافئین
نشانه‌های اختلالات دیگر مانند اختلال اضطرابی ناشی از کافئین یا اختلال خواب ناشی از کافئین باید به‌قدر کافی شدید باشند که توجه بالینی مستقل را موجه سازند.